# Metasia cuencalis
Metasia cuencalis is een vlinder uit de familie van de grasmotten (Crambidae), uit de onderfamilie van de Spilomelinae. De wetenschappelijke naam van deze soort is voor het eerst voorgesteld door Émile Louis Ragonot in een publicatie uit 1894.

## Verspreiding
De soort komt voor in Frankrijk, Portugal, Spanje, Marokko, Algerije en Israël.

## Ondersoorten
- Metasia cuencalis cuencalis Ragonot, 1894
- Metasia cuencalis bourgognei (P. Leraut, 2001)
- Metasia cuencalis goundafalis Zerny, 1935